# Doc Shaw
Larramie "Doc" Shaw (n. 24 aprilie 1992, Atlanta, Georgia, Statele Unite) este un actor american, cântăreț și rapper. El este cel mai bine cunoscut pentru rolul lui Malik Payne in Tyler Perry's House of Payne, pentru care a câștigat un Young Artist Award, în 2009, pentru cea mai bună performanță de sprijin într-o serie TV. Doc Shaw este, de asemenea, bine cunoscut pentru rolurile sale ca Marcus Little în O viață minunată pe punte, și Regele Boomer în Perechea de regi.

## Filmografie
Televiziune
| Anul         | Titlul                       | Rolul         | Observații                          |
| ------------ | ---------------------------- | ------------- | ----------------------------------- |
| 2006–prezent | Tyler Perry's House of Payne | Malik Payne   | Rol principal (Larramie "Doc" Shaw) |
| 2009–2010    | O viață minunată pe punte    | Marcus Little | Rol principal                       |
| 2010–present | Perechea de regi             | Regele Boomer | Personaj principal                  |

Film
| Anul | Titlul          | Rolul |
| ---- | --------------- | ----- |
| 2010 | Nobody Loves Me | Big D |